# Republiek Tripolitanië
De republiek Tripolitanië (Arabisch: جمهورية طرابلس) was een Arabische republiek die na de Eerste Wereldoorlog de onafhankelijkheid van Tripolitanië van Italiaans-Libië verklaarde.

## Achtergrond
De afkondiging van de Tripolitische Republiek in de herfst van 1918 werd gevolgd door een formele onafhankelijkheidsverklaring op de Vredesconferentie van Parijs (1919). Het idee begon in de stad Misratah na een bijeenkomst van Sulayman al-Baruni, Ramadan Asswehly, Abdul Nabi Belkheir en Ahmad Almarid. Dit was de eerste formeel verklaarde republikeinse staatsvorm in Libië, maar kreeg weinig steun van internationale machten en viel in 1923 uiteen.
Italië slaagde erin om in 1930 volledige controle over Libië te krijgen. Oorspronkelijk beheerd als onderdeel van een enkele kolonie, was Italiaans Tripolitanië een afzonderlijke kolonie van 26 juni 1927 tot 3 december 1934, toen het opging in Libië.